# Symbio
Pour les articles homonymes, voir Symbio (homonymie).
 (mai 2016).
Symbio est un produit Thomson commercialisé en 2008 et regroupant deux fonctions :
- une radio Internet ;
- un téléphone sans fil DECT.

## Historique

### Concept
Grâce à la pénétration croissante des connexions à haut débit dans les foyers, notamment grâce à l'ADSL, de nouveaux services ont pu se développer. Dans le domaine de l'audio, un bon exemple est la radio Internet, ou encore la musique personnalisée.
L'idée du Symbio est d'agréger une radio Internet et un téléphone classique.

#### Ce que Symbio n'est pas
Symbio n'est pas un téléphone VoIP car il n'encode pas la voix directement dans un flux IP. Cependant il peut, comme tout autre téléphone classique, se connecter derrière une box offrant cette possibilité, afin de profiter du service VoIP de l'opérateur.

### Design
Thomson a demandé à l'agence Elium Studio d'allier design, technologie et ergonomie pour dessiner le Symbio. Elium s'est inspiré d'une icône : le bon vieux téléphone à cadran rotatif. 
Le résultat a été largement reconnu par les plus grands titres de la presse,,, y compris spécialisée.

## La radio Internet
Le combiné du Symbio peut être utilisé comme radio internet, ce qui permet à l'utilisateur de découvrir des radios du monde entier. Celui-ci peut sélectionner les radios par zone géographique, thèmes, ou préférences.
Symbio est aussi un radio-réveil.
Sa prise casque permet de le relier à des enceintes externes.

## Le téléphone sans fil DECT
Symbio est équipé de la fonction mains-libres, et d'un écran couleur avec orientation automatique.
Les appels téléphoniques sont prioritaires sur la radio.

## Branchements
Symbio se compose de deux éléments :
– la base déportée ;
– le combiné.

### La base
- Accès radio Internet : connexion à la box ADSL (ou tout autre point d'accès haut débit) par câble ethernet.
- Accès téléphone : raccordement au réseau téléphonique classique ou au port « téléphone » de la box ADSL.

Le service téléphonie fonctionne indépendamment de la radio.

### Le combiné
Le combiné permet à la fois d'écouter la radio et de téléphoner avec ses haut-parleurs stéréos.
Il est associé à la base grâce au protocole DECT.
Le combiné se pose sur son socle trapézoïdal pour recharger ses batteries.